# Delfimeus iranensis
Delfimeus iranensis is een insect uit de familie van de mierenleeuwen (Myrmeleontidae), die tot de orde netvleugeligen (Neuroptera) behoort. 
Delfimeus iranensis is voor het eerst wetenschappelijk beschreven door Hölzel in 1972.